# دانييل ايسترادا
دانييل ايسترادا  (بالإسبانية: Daniel Estrada Agirrezabalaga)‏؛ مواليد 3 يناير 1987 في ثاراوث، إسبانيا، هو لاعب كرة قدم إسباني يلعب لنادي ريال سوسيداد كمدافع.

## روابط خارجية
- دانييل ايسترادا على موقع قاعدة بيانات كرة القدم.إي يو (الإنجليزية)
- دانييل ايسترادا على موقع Soccerbase.com (لاعب) (الإنجليزية)
- دانييل ايسترادا على موقع Soccerway.com (الإنجليزية)
- دانييل ايسترادا على موقع عالم كرة القدم.نت (الإنجليزية)
- دانييل ايسترادا على موقع كووورة
- دانييل ايسترادا على موقع AS.com (الإسبانية)